# Grancey-le-Château-Neuvelle
Grancey-le-Château-Neuvelle è un comune francese di 271 abitanti situato nel dipartimento della Côte-d'Or nella regione della Borgogna-Franca Contea.

## Società

### Evoluzione demografica
Abitanti censiti

## Amministrazione

### Gemellaggi
- Niederkirchen bei Deidesheim, Germania